# Bethel (Botswana)
Bethel is een dorp in het district Southern in Botswana. De plaats telt 404 inwoners (2011).